# Danh sách tiểu hành tinh: 9301–9400
| Tên                 | Tên đầu tiên | Ngày phát hiện       | Nơi phát hiện            | Người phát hiện             |
| ------------------- | ------------ | -------------------- | ------------------------ | --------------------------- |
| 9301 -              | 1985 RB4     | 10 tháng 9 năm 1985  | La Silla                 | H. Debehogne                |
| 9302 -              | 1985 TB3     | 12 tháng 10 năm 1985 | Đài thiên văn Zimmerwald | P. Wild                     |
| 9303 -              | 1986 QH3     | 29 tháng 8 năm 1986  | La Silla                 | H. Debehogne                |
| 9304 -              | 1986 RA5     | 1 tháng 9 năm 1986   | La Silla                 | H. Debehogne                |
| 9305 Hazard         | 1986 TR1     | 7 tháng 10 năm 1986  | Anderson Mesa            | E. Bowell                   |
| 9306 Pittosporum    | 1987 CG      | 2 tháng 2 năm 1987   | La Silla                 | E. W. Elst                  |
| 9307 Regiomontanus  | 1987 QS      | 21 tháng 8 năm 1987  | Tautenburg Observatory   | F. Börngen                  |
| 9308 Randyrose      | 1987 SD4     | 21 tháng 9 năm 1987  | Anderson Mesa            | E. Bowell                   |
| 9309 Platanus       | 1987 SS9     | 20 tháng 9 năm 1987  | Smolyan                  | E. W. Elst                  |
| 9310                | 1987 SV12    | 18 tháng 9 năm 1987  | La Silla                 | H. Debehogne                |
| 9311                | 1987 UV1     | 25 tháng 10 năm 1987 | Kushiro                  | S. Ueda, H. Kaneda          |
| 9312                | 1987 VE2     | 15 tháng 11 năm 1987 | Kushiro                  | S. Ueda, H. Kaneda          |
| 9313 Protea         | 1988 CH3     | 13 tháng 2 năm 1988  | La Silla                 | E. W. Elst                  |
| 9314 -              | 1988 DJ1     | 19 tháng 2 năm 1988  | Gekko                    | Y. Oshima                   |
| 9315 Weigel         | 1988 PP2     | 13 tháng 8 năm 1988  | Tautenburg Observatory   | F. Börngen                  |
| 9316 Rhamnus        | 1988 PX2     | 12 tháng 8 năm 1988  | Haute Provence           | E. W. Elst                  |
| 9317 -              | 1988 RO4     | 1 tháng 9 năm 1988   | La Silla                 | H. Debehogne                |
| 9318 -              | 1988 RG9     | 6 tháng 9 năm 1988   | La Silla                 | H. Debehogne                |
| 9319 -              | 1988 RV11    | 14 tháng 9 năm 1988  | Cerro Tololo             | S. J. Bus                   |
| 9320 -              | 1988 VN3     | 11 tháng 11 năm 1988 | Gekko                    | Y. Oshima                   |
| 9321 Alexkonopliv   | 1989 AK      | 5 tháng 1 năm 1989   | Chiyoda                  | T. Kojima                   |
| 9322 Lindenau       | 1989 AC7     | 10 tháng 1 năm 1989  | Tautenburg Observatory   | F. Börngen                  |
| 9323 Hirohisasato   | 1989 CV1     | 11 tháng 2 năm 1989  | Geisei                   | T. Seki                     |
| 9324 -              | 1989 CH4     | 7 tháng 2 năm 1989   | Kushiro                  | S. Ueda, H. Kaneda          |
| 9325 Stonehenge     | 1989 GG4     | 3 tháng 4 năm 1989   | La Silla                 | E. W. Elst                  |
| 9326 Ruta           | 1989 SP2     | 16 tháng 9 năm 1989  | La Silla                 | E. W. Elst                  |
| 9327 Duerbeck       | 1989 SW2     | 16 tháng 9 năm 1989  | La Silla                 | E. W. Elst                  |
| 9328 -              | 1990 DL3     | 24 tháng 2 năm 1990  | La Silla                 | H. Debehogne                |
| 9329 Nikolaimedtner | 1990 EO      | 2 tháng 3 năm 1990   | La Silla                 | E. W. Elst                  |
| 9330 -              | 1990 EF7     | 3 tháng 3 năm 1990   | La Silla                 | H. Debehogne                |
| 9331 Fannyhensel    | 1990 QM9     | 16 tháng 8 năm 1990  | La Silla                 | E. W. Elst                  |
| 9332 -              | 1990 SB1     | 16 tháng 9 năm 1990  | Palomar                  | H. E. Holt                  |
| 9333 Hiraimasa      | 1990 TK3     | 15 tháng 10 năm 1990 | Kitami                   | K. Endate, K. Watanabe      |
| 9334 Moesta         | 1990 UU3     | 16 tháng 10 năm 1990 | La Silla                 | E. W. Elst                  |
| 9335 -              | 1991 AA1     | 10 tháng 1 năm 1991  | Yatsugatake              | Y. Kushida, O. Muramatsu    |
| 9336 Altenburg      | 1991 AY2     | 15 tháng 1 năm 1991  | Tautenburg Observatory   | F. Börngen                  |
| 9337 -              | 1991 FO1     | 17 tháng 3 năm 1991  | La Silla                 | H. Debehogne                |
| 9338 -              | 1991 FL4     | 25 tháng 3 năm 1991  | La Silla                 | H. Debehogne                |
| 9339 Kimnovak       | 1991 GT5     | 8 tháng 4 năm 1991   | La Silla                 | E. W. Elst                  |
| 9340 Williamholden  | 1991 LW1     | 6 tháng 6 năm 1991   | La Silla                 | E. W. Elst                  |
| 9341 Gracekelly     | 1991 PH2     | 2 tháng 8 năm 1991   | La Silla                 | E. W. Elst                  |
| 9342 Carygrant      | 1991 PJ7     | 6 tháng 8 năm 1991   | La Silla                 | E. W. Elst                  |
| 9343 -              | 1991 PO11    | 9 tháng 8 năm 1991   | Palomar                  | H. E. Holt                  |
| 9344 Klopstock      | 1991 RB4     | 12 tháng 9 năm 1991  | Tautenburg Observatory   | F. Börngen                  |
| 9345 -              | 1991 RA10    | 12 tháng 9 năm 1991  | Palomar                  | H. E. Holt                  |
| 9346 Fernandel      | 1991 RN11    | 4 tháng 9 năm 1991   | La Silla                 | E. W. Elst                  |
| 9347 -              | 1991 RY21    | 15 tháng 9 năm 1991  | Palomar                  | H. E. Holt                  |
| 9348 -              | 1991 RH25    | 11 tháng 9 năm 1991  | Palomar                  | H. E. Holt                  |
| 9349 Lucas          | 1991 SX      | 30 tháng 9 năm 1991  | Siding Spring            | R. H. McNaught              |
| 9350 Waseda         | 1991 TH2     | 13 tháng 10 năm 1991 | Nyukasa                  | M. Hirasawa, S. Suzuki      |
| 9351 Neumayer       | 1991 TH6     | 2 tháng 10 năm 1991  | Tautenburg Observatory   | L. D. Schmadel, F. Börngen  |
| 9352 -              | 1991 UB4     | 31 tháng 10 năm 1991 | Kushiro                  | S. Ueda, H. Kaneda          |
| 9353 -              | 1991 VM4     | 9 tháng 11 năm 1991  | Dynic                    | A. Sugie                    |
| 9354 -              | 1991 VF7     | 11 tháng 11 năm 1991 | Kushiro                  | S. Ueda, H. Kaneda          |
| 9355 -              | 1991 XO2     | 5 tháng 12 năm 1991  | Kushiro                  | S. Ueda, H. Kaneda          |
| 9356 Elineke        | 1991 YV      | 30 tháng 12 năm 1991 | Haute Provence           | E. W. Elst                  |
| 9357 Venezuela      | 1992 AT3     | 11 tháng 1 năm 1992  | Mérida                   | O. A. Naranjo               |
| 9358 Fårö           | 1992 DN7     | 29 tháng 2 năm 1992  | La Silla                 | UESAC                       |
| 9359 Fleringe       | 1992 ED11    | 6 tháng 3 năm 1992   | La Silla                 | UESAC                       |
| 9360 -              | 1992 EV13    | 2 tháng 3 năm 1992   | La Silla                 | UESAC                       |
| 9361 -              | 1992 EM18    | 3 tháng 3 năm 1992   | La Silla                 | UESAC                       |
| 9362 Miyajima       | 1992 FE1     | 23 tháng 3 năm 1992  | Kitami                   | K. Endate, K. Watanabe      |
| 9363 -              | 1992 GR      | 3 tháng 4 năm 1992   | Kushiro                  | S. Ueda, H. Kaneda          |
| 9364 Clusius        | 1992 HZ3     | 23 tháng 4 năm 1992  | La Silla                 | E. W. Elst                  |
| 9365 Chinesewilson  | 1992 RU3     | 2 tháng 9 năm 1992   | La Silla                 | E. W. Elst                  |
| 9366 -              | 1992 WR1     | 17 tháng 11 năm 1992 | Dynic                    | A. Sugie                    |
| 9367 -              | 1993 BO3     | 30 tháng 1 năm 1993  | Yakiimo                  | A. Natori, T. Urata         |
| 9368 Esashi         | 1993 BS3     | 26 tháng 1 năm 1993  | Kagoshima                | M. Mukai, M. Takeishi       |
| 9369 -              | 1993 DB1     | 20 tháng 2 năm 1993  | Okutama                  | T. Hioki, S. Hayakawa       |
| 9370 -              | 1993 FC22    | 21 tháng 3 năm 1993  | La Silla                 | UESAC                       |
| 9371 -              | 1993 FV31    | 19 tháng 3 năm 1993  | La Silla                 | UESAC                       |
| 9372 Vamlingbo      | 1993 FK37    | 19 tháng 3 năm 1993  | La Silla                 | UESAC                       |
| 9373 Hamra          | 1993 FY43    | 19 tháng 3 năm 1993  | La Silla                 | UESAC                       |
| 9374 Sundre         | 1993 FJ46    | 19 tháng 3 năm 1993  | La Silla                 | UESAC                       |
| 9375 Omodaka        | 1993 HK      | 16 tháng 4 năm 1993  | Kitami                   | K. Endate, K. Watanabe      |
| 9376 Thionville     | 1993 OU7     | 20 tháng 7 năm 1993  | La Silla                 | E. W. Elst                  |
| 9377 Metz           | 1993 PJ7     | 15 tháng 8 năm 1993  | Caussols                 | E. W. Elst                  |
| 9378 Nancy-Lorraine | 1993 QF3     | 18 tháng 8 năm 1993  | Caussols                 | E. W. Elst                  |
| 9379 Dijon          | 1993 QH3     | 18 tháng 8 năm 1993  | Caussols                 | E. W. Elst                  |
| 9380 Mâcon          | 1993 QZ5     | 17 tháng 8 năm 1993  | Caussols                 | E. W. Elst                  |
| 9381 Lyon           | 1993 RT19    | 15 tháng 9 năm 1993  | La Silla                 | H. Debehogne, E. W. Elst    |
| 9382 Mihonoseki     | 1993 TK11    | 11 tháng 10 năm 1993 | Kitami                   | K. Endate, K. Watanabe      |
| 9383 Montélimar     | 1993 TP15    | 9 tháng 10 năm 1993  | La Silla                 | E. W. Elst                  |
| 9384 Aransio        | 1993 TP26    | 9 tháng 10 năm 1993  | La Silla                 | E. W. Elst                  |
| 9385 Avignon        | 1993 TJ30    | 9 tháng 10 năm 1993  | La Silla                 | E. W. Elst                  |
| 9386 Hitomi         | 1993 XD1     | 5 tháng 12 năm 1993  | Nyukasa                  | M. Hirasawa, S. Suzuki      |
| 9387 Tweedledee     | 1994 CA      | 2 tháng 2 năm 1994   | Fujieda                  | H. Shiozawa, T. Urata       |
| 9388 Takeno         | 1994 EH2     | 10 tháng 3 năm 1994  | Oizumi                   | T. Kobayashi                |
| 9389 Condillac      | 1994 ET6     | 9 tháng 3 năm 1994   | Caussols                 | E. W. Elst                  |
| 9390 -              | 1994 NJ1     | 12 tháng 7 năm 1994  | Nachi-Katsuura           | Y. Shimizu, T. Urata        |
| 9391 -              | 1994 PH1     | 14 tháng 8 năm 1994  | Siding Spring            | R. H. McNaught              |
| 9392 Cavaillon      | 1994 PK7     | 10 tháng 8 năm 1994  | La Silla                 | E. W. Elst                  |
| 9393 Apta           | 1994 PT14    | 10 tháng 8 năm 1994  | La Silla                 | E. W. Elst                  |
| 9394 Manosque       | 1994 PV16    | 10 tháng 8 năm 1994  | La Silla                 | E. W. Elst                  |
| 9395 Saint Michel   | 1994 PC39    | 10 tháng 8 năm 1994  | La Silla                 | E. W. Elst                  |
| 9396 Yamaneakisato  | 1994 QT      | 17 tháng 8 năm 1994  | Oizumi                   | T. Kobayashi                |
| 9397 Lombardi       | 1994 RJ      | 6 tháng 9 năm 1994   | Stroncone                | Stroncone                   |
| 9398 Bidelman       | 1994 SH3     | 28 tháng 9 năm 1994  | Kitt Peak                | Spacewatch                  |
| 9399 Pesch          | 1994 ST12    | 29 tháng 9 năm 1994  | Kitt Peak                | Spacewatch                  |
| 9400 -              | 1994 TW1     | 9 tháng 10 năm 1994  | Palomar                  | E. F. Helin, K. J. Lawrence |